# Distrito de Dorneck
Dorneck é um distrito da Suíça, localizado no cantão de Soleura. Tem 74,63 km² de área e sua população em 2019 foi estimada em 20.678 habitantes. Sua sede é a comuna de Dornach.

## Comunas
Dorneck está composto por um total de 11 comunas:
| Brasão               | Comuna               | População (31 de dezembro de 2019) | Área, km² |
| -------------------- | -------------------- | ---------------------------------- | --------- |
| Bättwil              | Bättwil              | 1.166                              | 1.69      |
| Büren SO             | Büren                | 1.059                              | 6.22      |
| Dornach              | Dornach              | 6.849                              | 5.75      |
| Gempen               | Gempen               | 901                                | 5.96      |
| Hochwald             | Hochwald             | 1.290                              | 8.28      |
| Hofstetten-Flüh      | Hofstetten-Flüh      | 3.209                              | 7.50      |
| Metzerlen-Mariastein | Metzerlen-Mariastein | 925                                | 8.56      |
| Nuglar-St. Pantaleon | Nuglar-St. Pantaleon | 1.488                              | 6.34      |
| Rodersdorf           | Rodersdorf           | 1.336                              | 5.29      |
| Seewen               | Seewen               | 1.003                              | 16.39     |
| Witterswil           | Witterswil           | 1.452                              | 2.65      |
|                      | Total                | 20.678                             | 74.63     |